# Cirrhoscyllium japonicum
Cirrhoscyllium japonicum е вид акула от семейство Parascylliidae.

## Разпространение
Видът е разпространен в Китай и Япония.